# 高田繁
- 髙田繁

高田 繁（たかだ しげる、1945年7月24日 - ）は、大阪府大阪市住吉区（現・住之江区）出身の元プロ野球選手（外野手、内野手）・コーチ・監督。横浜DeNAベイスターズのゼネラルマネージャーを経て、現在はディー・エヌ・エーのフェロー。

## 経歴

### プロ入り前
大阪市立加賀屋中学校時代は成績優秀であったため、当初は大阪府立岸和田高校への進学を希望していたが、野球をしたいがために途中で志望を変更。最終的には1961年に浪商高校へ入学し、1年次の同年は2年生エース・尾崎行雄を擁して夏の甲子園に出場。準決勝では甲子園で二度敗れている法政二高と対戦し、尾崎と法政二高のエース柴田勲との投げ合いとなり、延長11回の熱戦の末4-2で勝利。決勝では和歌山県立桐蔭高校に苦戦するが1-0で降し優勝を飾る。高田は1年生で唯一のベンチ入りメンバーとなっていた。ベンチ入りできる最後の背番号「14」をもらっていたが、当時の左翼手は、後に薮田安彦の父となる薮田明がレギュラーであった。ところが甲子園で病気になって、2回戦から高田が出場することになった。この時のチームメートには、いずれも3年生の大塚弥寿男、住友平、大熊忠義が揃っていた。尾崎を擁し3番打者・右翼手として同年の秋季近畿大会府予選に出場。決勝で中塚政幸のいたPL学園高校を破るが、直後の11月6日に尾崎は高校を中退しプロ入り、エースを失った浪商は近畿大会1回戦で滋賀県立甲賀高校に敗れた。その後は竹内啓監督から「お前が投げろ」と尾崎の後継に指名され、2年次の1962年から投手に回り、夏は大阪大会準々決勝で溜池敏隆のいた興国商業高校に敗退。3年次の1963年夏は大阪大会準決勝に進出するが、PL学園高校の戸田善紀と投げ合い2-3で惜敗、甲子園には届かなかった。
子供の頃から南海ホークスファンであった高田は、高校在学中鶴岡一人監督から「内野手として採るから来て欲しい」と誘われるが、高校卒業後の1964年に明治大学へ進学。高田が明大に進んだのは、大学でプレーするならどうしても明治神宮野球場で、東京六大学野球リーグでやりたかったからであり、明大に決めたのは、2学年上の住友が熱心に誘ってくれたのがきっかけであった。高田は6人兄弟の下から2番目で、父親は普通のサラリーマンであったため、経済的にも苦しく、「（授業料の免除がある）関西の大学へ行ったらどうだ」と言われていた。金がかかるのは分かっていたが、「頼むから明治に行かせてくれ」と頭を下げ、最終的には母親が父親を説得してくれた。
入学するまで、島岡吉郎監督のことは全く知らず、野球部に入部。1年次の1964年春、練習試合でミスをした4年生が鬼の形相の島岡に怒られ、直立不動になって殴られているところを目撃。入部して、初めて島岡の恐ろしさを実感させられたが、在学中は大学球界を代表する中堅手として活躍。東京六大学野球リーグでは優勝こそなかったものの、1年次の同年秋季リーグから7季連続ベストナインを受賞し、7度のベストナインは現在も六大学記録である。春に首位打者を獲得した2年次の1965年にマニラで開催された第6回アジア野球選手権大会（東京六大学選抜チームが日本代表）、主将となった4年次の1967年に東京で開催された第7回アジア野球選手権大会に連続出場、いずれも日本の優勝に貢献した。リーグ通算102試合に出場し、打率.331（384打数127安打）、5本塁打、29打点、48盗塁を記録。通算127安打は2015年に明大の後輩で左打者の髙山俊が更新するまで東京六大学記録であったが、右打者では現在も歴代最多である。尚、自身の子息も明大野球部出身で社会人まで内野手としてプレーした。

### 現役時代
大学進学後も南海が第一志望であったが、1967年のドラフト1位で読売ジャイアンツに入団。背番号は「8」。当時巨人はV9のうちの3連覇中でレギュラーも盤石と言われていたことから本人は、周りは喜んでいたが自分はそれでは試合に出られない（出る機会が少なそう）と思ったことから「俺は（巨人には）一番行きたくなかった」と話していたことがある。1年目の1968年は開幕2戦目から1番打者・中堅手として起用され、6月末には高倉照幸に代わり左翼手に定着。規定打席には届かなかったが、打率.301、23盗塁を記録して新人王を獲得。同年の阪急との日本シリーズでは、全6試合に1番打者として出場、26打数10安打と活躍しシリーズMVPを受賞する。2年目の1969年にはリーグ4位の打率.294で、初のベストナイン（外野手）に選出された。1971年には38盗塁を記録し、柴田勲を抑え初の盗塁王となる。1972年にはこの年から制定されたダイヤモンドグラブ賞（現在のゴールデングラブ賞）にて山本浩二、柴田勲と共にセ・リーグ外野手部門初の受賞者となり、以降4年連続で同部門を受賞。1973年の南海との日本シリーズでは第3戦で3安打、第4戦で3四球を選ぶなど活躍、シリーズ優秀選手賞を獲得した。俊足・強肩・強打と走攻守の三拍子揃った外野手として、V9時代の巨人を支えるが、1975年は打撃の低迷に苦しみ、淡口憲治の台頭もあってシーズン後半には出場機会が減る。
同年オフには日本ハムファイターズから張本勲が移籍入団。張本が左翼手を希望したこともあり、長嶋茂雄監督に三塁手へのコンバートを通告される。これによって長嶋の後継三塁手として前年に獲得したデービー・ジョンソンの守備負担を軽減するため、本来の守備位置である二塁手に回す構想も実現する。高田が日本プロ野球で初めて外野手から内野手（一塁手を除く）に守備をコンバートされた選手と言われることもあるが、実際には丸山完二、苑田聡彦、上垣内誠等の例がある。三塁手となって愛用していた青色のグラブは「高田モデル」として野球少年の人気を博した。
正月返上の猛特訓で三塁守備をものにし、1976年開幕から三塁手として定着。内野手にコンバートされた1年目にもかかわらず、打率.305（10位）の好成績（規定打席以上としては生涯唯一の3割）を残し、ダイヤモンドグラブ賞を外野手に続いて獲得した。外野手・内野手両方での受賞は史上初。後に西村徳文も内野手→外野手で受賞するが、外野手→内野手の順での受賞は2012年に稲葉篤紀が一塁手として受賞するまで唯一の存在であった。同年の阪急ブレーブスとの日本シリーズでは、最終第7戦で足立光宏から本塁打を放つ。翌1977年の阪急ブレーブスとの日本シリーズは全5試合とも安打を記録し、20打数6安打の好成績を残した。
1979年までレギュラーを守るが、1980年には中畑清に定位置を譲り、主に左翼手として出場。自身初のリーグ最多犠打を記録する。同年10月に長嶋の監督解任があり、高田も守備の衰えを感じたという理由（打撃成績も前年から大きく落としていた）で、35歳の若さで現役引退を決める。引退セレモニーは同年オフの巨人ファン感謝デーにて王貞治と共に行った。

### 現役引退後
日本ハム監督
引退後はNHK野球解説者（1981年 - 1984年）を経て、1985年から1988年まで日本ハムファイターズ監督を務めた。初年度は総得点が総失点を上回った歴代のチームの中では史上最低の勝率（.449）を記録し、1985年・1986年と2年連続5位、1987年から1988年は2年連続3位でAクラスを確保した。勝率は負け越している。1981年優勝メンバーが下り坂を迎え過渡期にあったチームを若手へシフトチェンジ。高代慎也に代わって高卒2年目の田中幸雄を遊撃手に抜擢し、白井一幸は2年目に二塁手の定位置をつかみ、田村藤夫を正捕手に抜擢し、松浦宏明をリリーフ起用し、1987年はルーキーの西崎幸広を先発ローテーションに入れて投手の軸に据えた。1988年は西崎、松浦が15勝で最多勝利、途中から抑えに回った河野博文が最優秀防御率を獲得した。田中は「当時は大胆な若返りを図って、チームを変えようという時期だったからシーズン25個もエラーしたのに我慢して使ってもらえたんですね。高田さんが監督でなければおそらく今の私はなかった。」と述べている。二軍投手コーチであった村上雅則は、松浦を一軍に送り出したことを大沢啓二球団常務に評価され1987年オフに一軍投手コーチへの配置転換の話が出たが、高田が村上の一軍コーチ加入を拒否したため、二軍コーチで留任することになった。一軍投手コーチは、阪神へ移籍した大石清の後任として嘗ての同僚で中日ドラゴンズのスカウトであった高橋良昌を招聘。補強では大学の後輩である星野仙一が監督となった中日と田中富生、大宮龍男 - 大島康徳、曽田康二の交換トレードのほか、やはり大学の後輩で退部騒動の渦中にあった武田一浩をドラフト1位指名するなどの動きを見せた。
巨人コーチ・二軍監督
退任後は再びNHK野球解説者（1989年 - 1991年）を務め、1992年には古巣・巨人にヘッドコーチとして復帰したが、藤田元司監督の退任に伴い1年で退団。この頃、子女がプロ野球ニュースのリポーターを務めていた。その後は日本テレビ「劇空間プロ野球」・ラジオ日本「ジャイアンツナイター」野球解説者（1993年 - 1995年）を経て、再び巨人に復帰。一軍外野守備・走塁コーチ（1996年 - 1997年）→二軍監督（1998年 - 2001年）を務め、1996年のメークドラマに貢献。その後はラジオ日本野球解説者（2002年 - 2004年）を務めた。
日本ハムGM
2005年から2007年にかけて、北海道日本ハムファイターズゼネラルマネージャーを務めた。
2006年にチームは日本シリーズを制し、アジアシリーズでも優勝。アジア一を経験した日本初のGMとなり、2007年も日本ハム初のパ・リーグ連覇を達成している。編成権を握るチーム統括部などと積極的に会議を繰り返し、現場経験者としての貴重なアドバイスを送り、就任初年度はチーム遠征にも同行した。こうしたフロント改革の成果として、日本ハム優勝の一つの力となった、藤井純一社長と島田利正チーム統括本部長が運用の「選手評価システム」が挙げられる。2005年・2006年のドラフトで獲得したルーキー投手（武田勝、吉川光夫、木下達生ら）の活躍も話題になっている。投手であった糸井嘉男を野手に転向させたのも高田といわれている。
日本ハムGM職初仕事となったダルビッシュ有の入団交渉に際しては、ダルビッシュの母が現役時代の高田の熱烈なファンであったため、指名の挨拶の斬込み役として交渉をスムーズにしたといわれる。MLBを目指してFA宣言した稲葉篤紀を、アメリカ球界からのオファー切れを待つ姿勢を見せて招聘したときも、交渉役を務めている。
ヤクルト監督
2008年より、東京ヤクルトスワローズ監督に就任。背番号は現役時代の番号を重ね合わせた88。
2007年 - 2008年シーズンオフに神宮球場が拡張工事されたことで、3億と高年俸に加え守備に難のある主砲アレックス・ラミレスを放出。高田率いるヤクルトは機動力を重視し、スモールベースボールを掲げた（球場の特性や主軸の流出からスモールボールに切り替えるパターンは、日本ハムのパターンと似ている）。かつてGMだった日本ハムから川島慶三、押本健彦、橋本義隆、萩原淳が移籍。韓国からは林昌勇、ダニエル・リオスをそれぞれ獲得するなど積極的な補強・選手の入れ替えを行った。また俊足の福地寿樹、巨人を戦力外通告された斉藤宜之を獲得した。
2008年シーズンは福地がリードオフマンとして活躍。またチーム事情で三塁手だった飯原誉士が本職の左翼手に収まり躍進。空いた三塁にはチームリーダーで名手の宮本慎也がコンバートされ、遊撃には宮本の後継者として期待する川島慶三が積極的に試用された。一塁には中盤以降ファームの主砲畠山和洋が起用され結果を残した。福地が42盗塁を記録、盗塁王を獲得したのをはじめ、青木宣親、飯原誉士、川島慶三などの選手が積極的に盗塁することでチーム盗塁数が12球団最多の148を記録。投手陣は前年の勝ち頭セス・グライシンガーが退団、巨人へ移籍。獲得した外国人選手も林昌勇を除き活躍しなかったが、前年壊滅状態だった投手スタッフが積極的なメンバー入れ替え、村中恭兵、押本健彦、松岡健一など若手の台頭で整備されたことでチーム防御率も3点台に回復、最下位を脱出し5位となったが、中継ぎ左腕不在に泣いた。この盗塁、ヒットエンドラン、バントなどを積極的に多用し、終盤まで中日ドラゴンズ・広島東洋カープとクライマックスシリーズ進出争いをしていたが、終盤に大型連敗したことで最終的に5位となった。
2009年も積極的に補強に乗り出し、12球団合同トライアウトで中日ドラゴンズから森岡良介、福岡ソフトバンクホークスから吉本亮、オリックス・バファローズから田中祐貴を獲得し、また球団史上初のFA補強選手として横浜から相川亮二を獲得、外国人も韓国から補強ポイントだった左腕の李惠踐、おなじく左腕のリッキー・バレット、野手では長打力強化のためにジェイミー・デントナを獲得、さらに開幕直前に楽天から一場靖弘を宮出隆自とのトレードで獲得した。シーズンではチームを3年ぶりのAクラス入りへ導いた。
2010年は開幕当初は3カード連続勝ち越しと上々のスタートを見せたが、4月中旬以降になり急激に失速。連勝すら挙げられなくなる。5月にセ・パ交流戦が始まってからは全く勝てなくなり、球団に進退伺いを出す事態となる。6連敗となった5月20日、球団から慰留を受け一度は辞任を思い留まるものの、その後も2連敗。5月23日にはテコ入れとして、打撃アドバイザーに伊勢孝夫を招聘。5月26日には一部メディアで「辞任」と報じられる。本人は一旦は否定したものの、同日の対東北楽天ゴールデンイーグルス戦（明治神宮野球場）でも敗れ、9連敗となる。試合後、改めて辞任を申し出て了承された。ここまで13勝32敗1分の借金19で、リーグ最下位。特に4月24日以降は、2勝20敗と大きく負け越した。後任には、ヘッドコーチの小川淳司がシーズン終了まで監督代行を務めることとなった。連敗に業を煮やした少年ファンから「高田、やめちまえ」と罵声を浴びたことが、最終的に辞任に踏み切らせたという。
退任後の2011年にはテレビ北海道「TVhファイターズ中継」・GAORA「プロ野球中継」野球解説者、日刊スポーツ野球評論家を務めていた。
DeNA・GM/フェロー
2011年12月5日、横浜DeNAベイスターズがゼネラルマネージャー（GM）を新設したのに伴い、その初代GMに正式に就任。なお同日の就任会見の席で、監督就任を要請していた工藤公康の起用断念を発表した。この工藤との交渉で難航していた頃、高田はふと中畑清のことが頭に浮かび、自宅の柿の木になっていた甘柿を切ってママチャリのカゴに入れ、普段着のジーパン姿のまま自転車で中畑家を訪れると、『工藤の条件が厳しくて、もし破談になったら監督をやってみる気はあるか?でも、保険なんだけどな』と中畑に柿を渡しながら告げると、返事もまともに聞いていないのに翌日に中畑DeNA初代監督就任決定と出した。中畑は後に「今考えれば、あの甘柿が契約金だった」と語っている。
スカウト陣を駆使して三嶋一輝・三上朋也・山﨑康晃・関根大気等をドラフトで獲得するかたわら、それまでチームの中心選手だった金城龍彦らベテランを放出し若手重視の編成を行った。
2015年10月、最下位となった責任をとり中畑が監督を辞任したため、2011年12月 - 2013年10月にベイスターズに選手として所属していたアレックス・ラミレスを一軍監督に抜擢した。
高浦美佐緒（2012年 - 2014年二軍バッテリーコーチ）は「高田さんがGMになってやりやすくなった。若い選手を使うようになった。竹田（光訓…ファームディレクター・GM補佐）が厳しい目で選手を見極めそれを高田さんに推薦し一軍に上げて監督に使うように促してくれる。一軍は実績のある選手を使いたがる傾向がありますが、今は違います。高田さんから『怒鳴る指導はやめてくれ』と言われています。選手がやりやすい環境を作ってくれています」と語っている 。
2018年10月11日、球団からGM退任が発表された。25日に行われたドラフト会議では、1位指名がオリックス・ソフトバンク・広島と競合した小園海斗の抽選でくじ引きの場に立ったが外し、球団は上茶谷大河を獲得した。退任後はディー・エヌ・エーのフェローに就任し、経営陣へのアドバイスなどを行う活動に従事する。
DeNAの球団自体には所属していないため、学生野球資格回復研修を経て、2019年2月5日に同資格の回復が認定された。

## 選手としての特徴

### 打撃
大学時代から両拳を離してバットを握る独特のスタイル。そのためバットのヘッドが返ることでレフト線への強烈な打球がしばしばファウルになり、「高田ファウル」と名付けられるほどの極端な引っ張りが特徴で、当時の打撃コーチだった荒川博は打球の方向を修正するためにかなり苦心したが、結局直らなかったという。荒川は高田について「言われたことは何でも『ハイ!』と素直に聞いてくれたが、試合になると結局元に戻っていた。もしかしたら守備に比べたら、あまりまじめに取り組んでいなかったんじゃないかな」と述懐している。また荒川は「もし矯正できていれば、コンスタントに年間30本塁打できる選手になれた」とも語っている。
打席ではファウルを連発し、よく粘ることで相手ピッチャーの投球数を稼がせるのが常套手段であった。
1番を打つ柴田勲が赤い手袋をトレードマークにしており、高田は青色の手袋を愛用するようになった。

### 守備
上述のとおり、大学時代は強肩俊足の中堅手として高く評価されていたが、巨人では柴田勲が不動のレギュラーとして存在しており、左翼手への転向を余儀なくされた。そのような経緯にもかかわらず、高田はプロ野球史上でも屈指の名左翼手の呼び声が高い。中でも外野フェンスに当たった打球がどのようにはね返るかを正確に先読みし、本来なら二塁打となる当たりを単打にとどめてしまうというプレー（“高田ヒット”と称された）を得意としたことから「壁際の魔術師」と呼ばれた。どの球場においても三塁線を抜いた打球が左翼フェンスのどこに当たり、どの角度で跳ね返るかを把握していた。そしてゴロを捕球した際、今度は二塁ベースがどこにあるか把握できており、目をつぶっても送球できたという。
また、クッションボールの正確な処理もさることながら高田自身は「クッションに入れないことを第一に考えた」と語っており、打者のスイングから打球の方向を見極め、常に打球への最短距離を走るように努めたという。その守備範囲の広さ、打球への反応の速さは長嶋茂雄に「オレの後ろにもう一人三塁手がいたようなもの」と言わしめた。ある試合で、田淵幸一の打ち返した打球が長嶋がファウルだと思うほどのライン際で、長嶋が「ファウルだファウルだ」とアピールする中、高田がこの打球を素早く処理し田淵を二塁アウトにし、長嶋が一転して「やっぱりフェア、アウトアウト」とアピールし直したこともあるという。このプレーは田淵も覚えており、「いくら僕が足が遅いといったって、あれは完全な二塁打コース。あれで高田さんに逆らうのはやめよう（一塁にとどまろう）と思った」と語っている。
高田を内野手に転向させたのは長嶋茂雄だが、その長嶋自身が「高田の魅力は内野手より外野手でしょう」と語っている。
1980年に引退した際、「イメージと捕球位置との間、20cmぐらいの誤差が出るようになりました。プロとしては失格ですよ」と述べている。

### 評価
当時の巨人はV9時代であり、レギュラーもほとんどが固定している中で、高田は厳しい競争を勝ち抜いてレギュラーを勝ち取った。その一方で選手からの信望も厚かったという。当時監督の川上哲治は、高田について「実にスマートな生き方をした選手。自分勝手に気ままにやりながら誰からも憎まれも嫌われもせず、逆に良く好かれていた。努力も相当したんだろうけど、彼には努力の跡はまるで感じられず、ただ良い選手だったという事だけが強く残っている」と語っている。

## 詳細情報

### 年度別打撃成績
| 年 度      | 球 団      | 試 合 | 打 席 | 打 数 | 得 点 | 安 打 | 二 塁 打 | 三 塁 打 | 本 塁 打 | 塁 打 | 打 点 | 盗 塁 | 盗 塁 死 | 犠 打 | 犠 飛 | 四 球 | 敬 遠 | 死 球 | 三 振 | 併 殺 打 | 打 率 | 出 塁 率 | 長 打 率 | O P S |
| ---------- | ---------- | ----- | ----- | ----- | ----- | ----- | -------- | -------- | -------- | ----- | ----- | ----- | -------- | ----- | ----- | ----- | ----- | ----- | ----- | -------- | ----- | -------- | -------- | ----- |
| 1968       | 巨人       | 120   | 404   | 346   | 75    | 104   | 19       | 9        | 9        | 168   | 30    | 23    | 7        | 10    | 1     | 35    | 0     | 12    | 60    | 1        | .301  | .383     | .486     | .869  |
| 1969       | 巨人       | 120   | 525   | 462   | 70    | 136   | 23       | 3        | 12       | 201   | 46    | 12    | 12       | 6     | 5     | 37    | 0     | 15    | 67    | 4        | .294  | .362     | .435     | .797  |
| 1970       | 巨人       | 130   | 569   | 519   | 85    | 136   | 24       | 0        | 10       | 190   | 26    | 24    | 5        | 2     | 1     | 41    | 1     | 6     | 45    | 3        | .262  | .323     | .366     | .689  |
| 1971       | 巨人       | 127   | 535   | 477   | 74    | 129   | 26       | 2        | 11       | 192   | 51    | 38    | 8        | 14    | 3     | 33    | 1     | 8     | 42    | 5        | .270  | .326     | .403     | .729  |
| 1972       | 巨人       | 128   | 557   | 488   | 84    | 137   | 19       | 3        | 19       | 219   | 62    | 19    | 10       | 8     | 2     | 52    | 1     | 7     | 34    | 10       | .281  | .357     | .449     | .806  |
| 1973       | 巨人       | 121   | 428   | 375   | 67    | 94    | 18       | 1        | 14       | 156   | 42    | 18    | 1        | 14    | 5     | 30    | 0     | 4     | 34    | 6        | .251  | .309     | .416     | .725  |
| 1974       | 巨人       | 121   | 374   | 333   | 53    | 84    | 10       | 2        | 12       | 134   | 30    | 9     | 9        | 2     | 2     | 31    | 0     | 6     | 33    | 4        | .252  | .325     | .402     | .728  |
| 1975       | 巨人       | 123   | 386   | 332   | 49    | 78    | 16       | 3        | 6        | 118   | 31    | 9     | 3        | 8     | 3     | 36    | 0     | 7     | 41    | 6        | .235  | .320     | .355     | .676  |
| 1976       | 巨人       | 118   | 492   | 430   | 84    | 131   | 22       | 3        | 13       | 198   | 58    | 17    | 2        | 25    | 3     | 28    | 1     | 6     | 24    | 7        | .305  | .353     | .460     | .814  |
| 1977       | 巨人       | 127   | 554   | 473   | 81    | 140   | 22       | 2        | 17       | 217   | 65    | 11    | 6        | 32    | 6     | 40    | 1     | 3     | 42    | 6        | .296  | .351     | .459     | .809  |
| 1978       | 巨人       | 100   | 411   | 349   | 48    | 97    | 15       | 2        | 5        | 131   | 31    | 11    | 3        | 17    | 4     | 38    | 1     | 3     | 25    | 4        | .278  | .350     | .375     | .726  |
| 1979       | 巨人       | 96    | 355   | 316   | 48    | 87    | 10       | 2        | 8        | 125   | 21    | 6     | 3        | 12    | 1     | 23    | 0     | 3     | 33    | 5        | .275  | .329     | .396     | .725  |
| 1980       | 巨人       | 81    | 209   | 164   | 20    | 31    | 5        | 0        | 3        | 45    | 6     | 3     | 2        | 22    | 2     | 17    | 0     | 4     | 14    | 6        | .189  | .278     | .274     | .552  |
| 通算：13年 | 通算：13年 | 1512  | 5799  | 5064  | 838   | 1384  | 229      | 32       | 139      | 2094  | 499   | 200   | 71       | 172   | 38    | 441   | 6     | 84    | 494   | 67       | .273  | .339     | .414     | .753  |

- 各年度の太字はリーグ最高

### 年度別監督成績
| 年度      | 球団      | 順位      | 試合 | 勝利 | 敗戦 | 引分 | 勝率 | ゲーム差              | チーム 本塁打         | チーム 打率           | チーム 防御率         | 年齢 |
| --------- | --------- | --------- | ---- | ---- | ---- | ---- | ---- | --------------------- | --------------------- | --------------------- | --------------------- | ---- |
| 1985年    | 日本ハム  | 5位       | 130  | 53   | 65   | 12   | .449 | 23.0                  | 169                   | .265                  | 4.36                  | 40歳 |
| 1986年    | 日本ハム  | 5位       | 130  | 57   | 65   | 8    | .467 | 13.5                  | 151                   | .262                  | 4.10                  | 41歳 |
| 1987年    | 日本ハム  | 3位       | 130  | 63   | 60   | 7    | .512 | 11.5                  | 128                   | .259                  | 3.96                  | 42歳 |
| 1988年    | 日本ハム  | 3位       | 130  | 62   | 65   | 3    | .488 | 12.5                  | 101                   | .245                  | 3.12                  | 43歳 |
| 2008年    | ヤクルト  | 5位       | 144  | 66   | 74   | 4    | .471 | 17.5                  | 83                    | .266                  | 3.75                  | 63歳 |
| 2009年    | ヤクルト  | 3位       | 144  | 71   | 72   | 1    | .497 | 22.0                  | 116                   | .259                  | 3.97                  | 64歳 |
| 2010年    | ヤクルト  | [ 注 7 ]  | 46   | 13   | 32   | 1    | .289 | ／                    | ／                    | ／                    | ／                    |      |
| 通算：7年 | 通算：7年 | 通算：7年 | 854  | 385  | 433  | 36   | .471 | Aクラス3回 Bクラス3回 | Aクラス3回 Bクラス3回 | Aクラス3回 Bクラス3回 | Aクラス3回 Bクラス3回 |      |

### 獲得タイトル
- 盗塁王：1回（1971年）

### 表彰
- 新人王（1968年）
- ベストナイン：4回（外野手部門：1969年 - 1972年）
- ダイヤモンドグラブ賞：6回（外野手部門：1972年 - 1975年、三塁手部門：1976年、1977年） ※複数部門に跨がって6年連続は歴代最長。
- 日本シリーズMVP：1回（1968年） ※新人選手の受賞は1960年の近藤昭仁に続く2人目
- 日本シリーズ技能賞：1回（1969年）
- 日本シリーズ優秀選手賞：1回（1973年）

### 記録
初記録
- 初出場：1968年4月6日、対大洋ホエールズ1回戦（後楽園球場）、7回表に高倉照幸に代わり左翼手で出場
- 初打席・初安打：同上、8回裏に平松政次から
- 初先発出場：1968年4月7日、対大洋ホエールズ2回戦（後楽園球場）、1番・左翼手で先発出場
- 初打点：1968年5月4日、対中日ドラゴンズ4回戦（後楽園球場）、7回裏に山中巽から2点適時打
- 初本塁打：1968年5月14日、対大洋ホエールズ3回戦（川崎球場）、9回表に佐々木吉朗からソロ

節目の記録
- 1000試合出場：1976年4月16日、対広島東洋カープ4回戦（広島市民球場）、6番・三塁手で先発出場 ※史上185人目
- 100本塁打：1976年6月25日、対中日ドラゴンズ11回戦（後楽園球場）、7回裏に金井正幸から左越2ラン ※史上88人目
- 1000安打：1976年9月2日、対大洋ホエールズ23回戦（後楽園球場）、3回裏に根本隆から中前安打 ※史上97人目
- 1500試合出場：1980年9月2日、対阪神タイガース19回戦（阪神甲子園球場）、1回表に偵察要員・定岡正二の代打で出場 ※史上63人目

その他の記録
- 1試合6安打：1974年5月10日、対中日ドラゴンズ5回戦（中日スタヂアム） ※史上7人目、2リーグ制後最多タイ[28]
- オールスターゲーム出場：8回（1968年 - 1973年、1975年、1976年）

### 背番号
- 8（1968年 - 1980年）
- 80（1985年 - 1988年）
- 72（1992年）
- 78（1996年 - 2001年）
- 88（2008年 - 2010年）

※上記はいずれも公式試合の記録

## 関連情報

### 解説者としての出演番組
- NHKプロ野球（1981年～1984年、1989年～1991年）
- Dramatic Game 1844（日本テレビ系列） - 同系列プロ野球中継の現行タイトル。（1993年～1995年）
- ラジオ日本ジャイアンツナイター（RFラジオ日本）（2002年～2004年）
- GAORAプロ野球中継（日本ハム戦）（2011年～）
- TVhファイターズ中継（テレビ北海道）

### ゲスト出演
- サンデーモーニング（TBS系列）- 2010年10月24日の「御意見番スポーツ」コーナーに、同月逝去した大沢啓二の代役として出演。ヤクルト監督退任後、初めてメディアに登場した。

### 漫画・アニメ
- 巨人の星
- 新巨人の星
- 侍ジャイアンツ
- 野球狂の詩 - 実名で登場し、主人公の水原勇気と対決した。

### ドラマ出演
- それゆけ!レッドビッキーズ 第53話「優勝旗はぼくらのものだ」（1981年、ABC） - 本人役